# Claude Gagnière
Claude Gagnière (Alès, 20 gennaio 1928 – Domont, 12 settembre 2003) è stato uno scrittore francese.

## Biografia
Partecipò alla creazione di France Loisirs di cui divenne direttore letterario.
Fu Robert Laffont ad incoraggiarlo a scrivere libri sulla lingua francese. Nel 1997 scrisse il dizionario francese Pour tout l'or des mots.
Nel 2004 ha ricevuto postumo il Prix des bouquinistes per tutto il suo lavoro.

## Opere
- Minienciclopedia: [migliaia di in formazioni utili, curiose, insolite], Euroclub, Milano, (1985)
- Tout sur tout – Petit dictionnaire de l’insolite et du sourire. France Loisirs, Paris, (1986), ISBN 2-7242-2229-6.
- Au bonheur des mots. Éditions Robert Laffont, Paris, (1989), ISBN 2-221-05675-2.
- Des mots et merveilles. Éditions Robert Laffont, Paris, (1994), ISBN 2-221-06878-5.
- Entre guillemets. Petit dictionnaire de citations (= Le meilleur des mots.) Éditions Robert Laffont, Paris, (1996), ISBN 2-221-08106-4.
- Versiculets & texticules. Épigrammes, madrigaux, cinq siècles de poésies fugitives. Éditions Robert Laffont, Paris, (1999), ISBN 2-221-09002-0.
- Le bouquin des citations: 10000 citations de A à Z, Éditions Robert Laffont, Paris, (2000)[9] ISBN 978-2702862117
- La fable express. D’Alphonse Allais à Boris Vian. scritto con François Caradec, Le Cherche midi, Paris, (2002), ISBN 2-86274-975-3.
- Pour tout l'or des mots, Éditions Bouquins, Paris (2019) nuova edizione, ISBN 978-2-221-24128-8